# Holopleuridia atomaria
Holopleuridia atomaria là một loài bọ cánh cứng trong họ Zopheridae. Loài này được Sharp miêu tả khoa học năm 1894.